# ノイラー
ノイラー (ドイツ語: Neuler) は、ドイツ連邦共和国バーデン＝ヴュルテンベルク州シュトゥットガルト行政管区のオストアルプ郡に属す町村（以下、本項では便宜上「町」と記述する）である。

## 地理

### 位置
ノイラーはエルヴァンゲンの南西 7 km のコッハー川とヤクスト川に挟まれたなだらかな山の上に位置している。自然環境上アルプ東部フォアラントとシュヴェービッシュ＝フレンキッシェ森林山地の一部を含む。両者はともにシュヴェービッシェス・コイパー＝ライアス＝ラントに含まれる。

### 隣接する市町村
この町は、北はローゼンベルク、北東はエルヴァンゲン、東はライナウ、南はヒュットリンゲン、南西はアプツグミュント、西はアーデルマンスフェルデンと境を接している。

### 自治体の構成
自治体としてのノイラーは、ノイラー地区の他ブルクシュタル、ゲルン、オーバーブラントホーフ、シュリーアホーフ、シュリーアミューレ、シェッフェルヘーフェ、シェーネンベルクといった集落や多くの小集落、家屋群を含んでいる。

### 土地利用
| 土地利用種別面積 | 農業用地 | 森林   | 住宅地 | 産業用地 | 交通用地 | 水域  | レジャー用地 | その他 |
| ---------------- | -------- | ------ | ------ | -------- | -------- | ----- | ------------ | ------ |
| 面積 (km2)       | 18.14    | 15.19  | 0.69   | 0.17     | 1.17     | 0.14  | 0.11         | 0.66   |
| 占有率           | 50.0 %   | 41.9 % | 1.9 %  | 0.5 %    | 3.2 %    | 0.4 % | 0.3 %        | 1.8 %  |

州統計局の2015年現在のデータによる。

## 歴史
ノイラーは1113年に初めて記録されている。古いゴシック教会の基礎壁上に、1746年にバロック様式の教区教会が建設された。この村は初め、エルヴァンゲン修道参事会諸侯領であった。1803年に帝国代表者会議主要決議に基づく世俗化によりヴュルテンベルク王国領となり、ノイラーはそのオーバーアムト・エルヴァンゲンに属す村となった。1938年の地域再編でノイラーはアーレン郡に編入され、さらに1973年の郡再編で新たに創設されたオストアルプ郡に統合された。

### 町村合併
1977年1月1日に、隣町のライナウに属していた人口約200人（合併当時）の地域を併合した。

## 住民

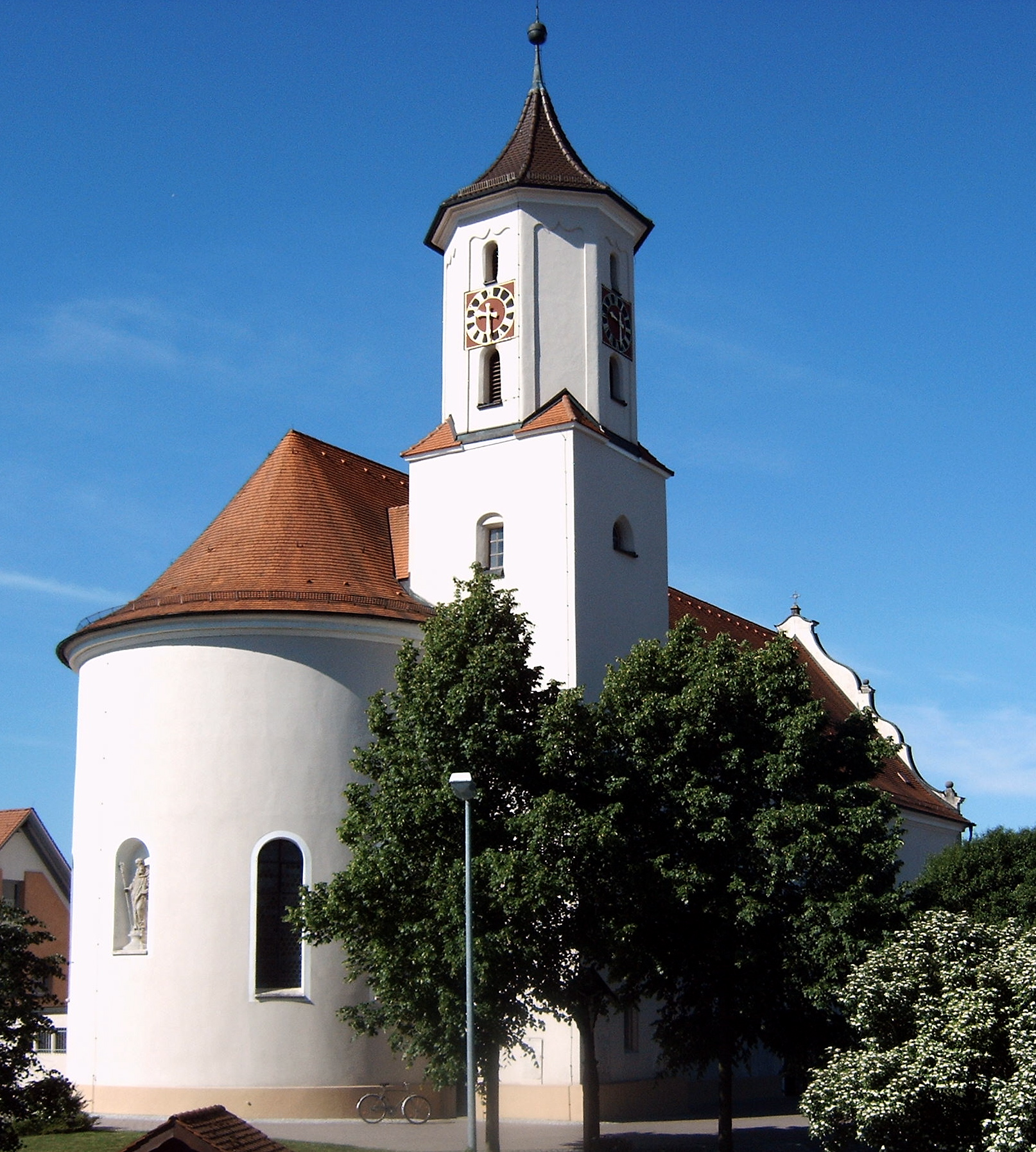
ノイラーのカトリック聖ベネディクト教会

### 宗教
ドイツ各地で宗教改革がなされた時代にも、ノイラーはカトリックの信仰に留まった。現在も住民の多くはローマ＝カトリックの聖ベネディクト教会に属している。少数の福音主義信者は、エルヴァンゲン教会に属している。

## 行政
この町は、エルヴァンゲン (ヤクスト) 市の行政共同体に加盟している。

### 首長
マンフレート・フィッシャーは1985年に町長に初当選し、1993年、2001年、2009年と再選を重ねている。
2017年11月にザビーネ・ハイドリヒが町長に選出された。

## 文化と見所

### スポーツ
ノイラーの最も有名なスポーツクラブは、ノイラー体操クラブである。

### 年中行事
ノイラーは、謝肉祭のパレードで知られている。毎年謝肉祭の日曜日に多くの人々が、様々なテーマの屋台や徒歩グループを形成して通りを練り歩く。実行協会であるノイレルマー・ナレン 1906 によれば、約 25,000人がこれに参加する。

## 経済と社会資本

### 教育
ノイラーには基礎課程学校「ブリュールシューレ」がある。これより上級の学校はエルヴァンゲンにある。また、この町にはローマ＝カトリック教会が運営する幼稚園が2園ある。